# کژکوسه (شهرستان شرودا ویلکوپولسکا)
کژکوسه (به لهستانی:  Krzykosy) یک روستا در لهستان است که در گمینا کژکوسه واقع شده‌است.